# Cromstrijen
Cromstrijen és un antic municipi de la província d'Holanda del Sud, al sud dels Països Baixos. L'1 de gener del 2009 tenia 12.775 habitants repartits sobre una superfície de 70,31 km² (dels quals 15,96 km² corresponen a aigua). Limita al nord amb Oud-Beijerland i Binnenmaas, a l'oest amb Korendijk, a l'est amb Strijen i al sud amb Oostflakkee i Moerdijk. L'1 de gener de 2019 va fusionar amb Korendijk, Strijen, Oud-Beijerland i Binnenmaas i formar el municipi nou Hoeksche Waard. La nova entitat amb uns 85.000 habitants (2018) és un dels municipis més grossos dels afores de Rotterdam.

## Veïnats
Klaaswaal i Numansdorp.